# Христов гроб
Христов гроб је место где је Исус био сахрањен након своје смрти. Према извештајима из јеванђеља, гроб је првобитно припадао Јосифу из Ариматеје, богатом човеку који је, верујући да је Исус Месија, понудио сопствени гроб за Исусову сахрану.
Могуће локације за Исусов гроб укључују Храм Васкрсења Христовог и вртну гробницу.

## Храм Васкрсења Христовог
Храм Васкрсења Христовог је црква у хришћанској четврти Старог града Јерусалима. Садржи, према предањима која датирају из 4. века, два најсветија места у хришћанству: место где је Исус разапет, на месту познатом као Голгота, и Исусов празан гроб, где се верује од хришћана да су сахрањени и васкрсли.
Мермерна облога која штити првобитну кречњачку плочу на коју се сматрало да је Исуса положио Јосиф из Ариматеје привремено је уклоњена ради рестаурације и чишћења 26. октобра 2016. Ово је само један од неколико аргумената који подржавају идентификацију Исусовог гроба на овом месту.

## У апокрифима
У оквиру апокрифног текста познатог као Јеванђеље по Петру, Исусов гроб се назива „Јосифов врт”.

## Друге локације

### Вртна гробница
Вртна гробница је гробница исклесана у Јерусалиму, која је откопана 1867. године и коју неки протестанти сматрају Исусовом гробницом. Израелски археолог Габријел Баркај датира гробницу у 8.–7. век пре нове ере.

### Гробница Талпиот
Гробница Талпиот је гробница исклесана у камену откривена 1980. године у насељу Источни Талпиот, пет километара јужно од Старог града у источном Јерусалиму. Садржао је десет костурница, шест исписаних епиграфима, укључујући један који се тумачи као „Yeshua bar Yehosef“ („Јешуа, син Јосифов“), иако је натпис делимично нечитак, а његов превод и тумачење је широко спорно. Научници су широко веровали да Исус у Талпиоту (ако му је ово заиста име) није Исус из Назарета, већ особа са истим именом, пошто изгледа да има сина по имену Јуда (сахрањеног поред њега) и гроб показује знаке припадности богатој јудејској породици, док је Исус дошао из ниже класе галилејске породице.

### Роза Бал
Роза Бал је светилиште које се налази у четврти Ханијар у центру Сринагара у Кашмиру. Реч роза значи гроб, реч бал значи место. Мештани верују да је овде сахрањен мудрац, Јуз Асаф, поред другог муслиманског светог човека, Мир Саид Насерудина.
Светилиште је било релативно непознато све док оснивач покрета Ахмадија, Мирза Гулам Ахмад, 1899. није тврдио да је то заправо Исусова гробница. Ово гледиште заступају Ахмади данас, иако га одбацују локални сунитски чувари светилишта, од којих је један рекао да је „теорија да је Исус сахрањен било где на лицу земље богохулна за ислам“.

### Кирисуто но хака
Село Шинго у Јапану садржи још једну локацију за коју се тврди да је последње почивалиште Исуса, такозвану „Исусову гробницу“ (Кирисуто но хака), и резиденцију последњих Исусових потомака, породице Сајиро Савагучи. Према тврдњама породице Савагучи, Исус Христ није умро на крсту на Голготи. Уместо тога, његов брат Исукири је заузео његово место на крсту, док је Исус побегао преко Сибира у провинцију Муцу, у северном Јапану. Једном у Јапану, променио је име у Тораи Тора Даитенку, постао је фармер пиринча, оженио се двадесетогодишњом Јапанком по имену Мијуко и подигао три ћерке у близини данашњег Шингоа. Док је био у Јапану, тврди се да је путовао, учио и на крају умро у 106. години. Његово тело је било изложено на врху брда четири године. Према обичајима тог времена, Исусове кости су сакупљене, сложене и сахрањене у хумку за коју се тврдило да је гроб Исуса Христа.

## Христов гроб у православним црквама
У православним црквама постоји богослужбени предмет који се зове Христов гроб јер то и симболизује. На овом предмету се врши Света тајна исповести а користи се и за полагање плаштанице на Велики петак у средишњем делу храма.

## Галерија
- Полагање Господа у гроб и прекривање тамјаном. Станица 14 Калварије Цркве Госпе од Успења (Виламелендро де Валдавиа)
- Православни богослужбени предмет који се зове Христов гроб